# Louhi

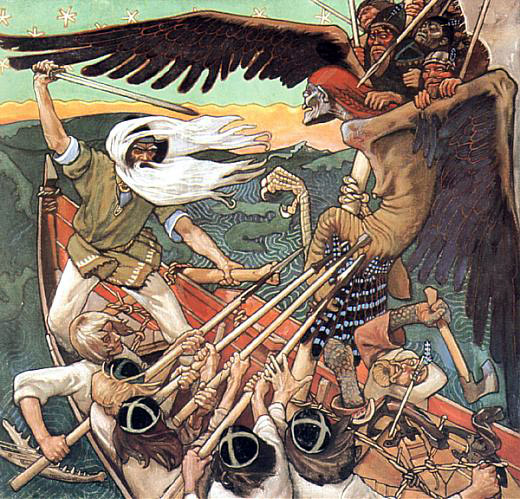
Louhi wordt afgebeeld als gevleugeld wezen; de verdediging van de Sampo, 1896

Louhi is in de Finse mythologie een koningin van een land bekend als Pohjola.
Ze wordt beschreven als een krachtige heks met de mogelijkheid om van vorm te veranderen en het uitvoeren van krachtige betoveringen.
Ze is ook de belangrijkste tegenstandster van Väinämöinen en zijn groep in de strijd om de Sampo. In de Kalevala heeft ze een aantal prachtige dochters. Verscheidene sagen vertellen hoe Ilmarinen, Lemminkäinen en andere helden deze dochters voor zich proberen te winnen. Louhi geeft hun onmogelijke taken die ze moeten voltooien om de “prijs” te winnen.
Net als vele andere mythologische wezens en objecten die in de Finse mythologie zijn verhaspeld is Louhi waarschijnlijk een alter ego van verscheidene andere godinnen, waaronder waarschijnlijk Louhetar, Loviatar en Lovitar.
“Louhi” of “Lovi” verwijst ook naar een staat van trance, of van magie. Dit kan bijvoorbeeld worden gezien in de openingszin van een vaakgebruikte spreuk die als volgt gaat:
“Nouse luontoni lovesta, haon alta haltiani” of, vrij vertaald,: "Rijs mijn natuur uit de Lovi, rijs mijn geest uit het grensgebied”.